# دربن الغربي (الريف الغربي)
دربن الغربي (بالفارسية: دربند) هي منطقة سكنية تقع في إيران في قسم الريف الغربي الريفي. يقدر عدد سكانها بـ 1,364 نسمة .